# Oleksandr Hajdaš
Oleksandr Hajdaš, traslitterato anche come Aleksandr Gaydash (in ucraino Олександр Миколайович Гайдаш?, in russo Александр Николаевич Гайдаш?, angl. Oleksandr Mykolajovyč Haydash; Mariupol', 7 agosto 1967), è un ex calciatore ucraino, di ruolo attaccante.